# Sonic Chaos
Sonic Chaos (en Japón se le conoce por el nombre de Sonic & Tails) es un videojuego desarrollado por Aspect y distribuido por SEGA en 1993 para los sistemas de entretenimiento informático Master System y Game Gear. Protagonizado por Sonic el Erizo acompañado por Tails el Zorro.
Este juego es el primero de la serie Sonic en el que la habilidad de volar que posee Tails puede ser controlada manualmente por el jugador. 

## Argumento
El doctor Ivo Robotnik (también conocido por Doctor Eggman) ha robado las siete Esmeraldas del Caos, llevándose cinco de ellas a otra dimensión, y guardando personalmente la esmeralda roja. Esto ha provocado que South Island se esté hundiendo en el océano. Para evitarlo, Sonic y Tails deben recuperar esas Esmeraldas del Caos.

## Sistema de juego
Este videojuego es del género de las plataformas, que se basa en superar determinados niveles y obstáculos en escenarios 2D, cada uno con una ambientación diferente.
Aquí, hay dos posibles personajes para pasar el juego. Uno de ellos es Sonic, con el que se puede recuperar las Esmeraldas del Caos y pasar verdaderamente el juego. Además, comienza con tres vidas y ninguna continuación. El otro personaje que se puede elegir es Tails, que corresponde al nivel fácil del juego, con el que no se puede obtener ninguna Esmeralda del Caos y comienza con cinco vidas y tres continuaciones.
El juego se compone de seis fases. 
- Las cinco primeras fases se componen de tres actos cada una, en las que las dos primeras se basan en que los protagonistas deben pasar por obstáculos y enemigos para llegar al final del acto. Para llegar al final de este, si el personaje que controla el jugador es Sonic, tiene dos opciones: Coger 100 anillos, para así concluir el acto y acceder a una fase especial, con la que opta a obtener una Esmeralda del Caos o llegar a un panel que Sonic debe hacer girar, que indica el final de ésta. En el caso de que Tails sea el personaje jugable, para concluir un acto, debe tocar el panel giratorio, ya que si éste consigue los 100 anillos, simplemente gana una vida extra. En el último acto, deben vencer a uno de los monstruos creados por el Doctor Robotnik.

- La sexta fase tiene la misma estructura, salvo que Sonic (o Tails) debe luchar con el Doctor Eggman en persona, concluyendo así el juego.

## Enemigos
Sonic y Tails se encuentran a su paso por cada fase bastantes tipos de enemigos, conocidos como Badniks. Los Badniks son los robots que funcionan gracias al movimiento de animales atrapados en su interior, los cuales han sido capturados por el Doctor Robotnik, y los hay de dos tipos: Voladores y terrestres. Sonic y Tails pueden destruirlos usando el salto, ya que, al saltar, Sonic y Tails van rodando sobre sí mismos, comportándose como un arma letal contra los Badniks, aunque también pueden usar el Spin Dash (antes de empezar a rodar, cogen impulso dando vueltas a sí mismo en una posición estática). Al final de cada fase, Sonic o Tails deben vencer a una de las ingeniosas máquinas de Robotnik, excepto en el sexto acto, donde lo enfrentan en persona.

## Objetos
En cada fase, Sonic y Tails se encuentran una serie de objetos que facilitan su paso por cada uno de los actos:
Anillos: También conocidos como rings, abundan en la mayoría de los actos. La función principal es proteger a Sonic y Tails de los ataques de los Badniks, ya que ellos, nada más ser tocados por estos, si no tuviera anillos, perdería una vida. Pero, si tiene aunque sea uno, Sonic y Tails no mueren, simplemente, pierde la totalidad de los anillos obtenidos hasta el momento. Si consigue Sonic 100 anillos, concluye el acto donde estuviere de manera inmediata, accediendo a una fase especial donde puede optar a conseguir una Esmeralda del Caos. Si es Tails el que obtiene 100 anillos, simplemente sube una vida más a su contador.
Súper Anillo: Son anillos pero mucho más grandes. Cada uno de ellos equivale a 10 anillos normales. Este tipo especial de anillos solo aparece en las zonas de Esmeralda del Caos.
Panel Giratorio Situado al final de cada acto (excepto en los últimos actos de cada fase). Aparece en su cara visible la faz del Doctor Robotnik, cuando Sonic (o Tails) lo toca, el panel gira (como su propio nombre indica). Dependiendo de ciertas características, en el panel aparecerá una ilustración u otra. Cada una refleja lo siguiente:
- Pájaro: No pasa nada.

- Cara de Tails: Si es Sonic el personaje jugable, obtiene una continuación. Si es Tails el personaje jugable, obtiene una vida extra.

- Cara de Sonic: Si es Tails el personaje jugable, obtiene una continuación. Si es Sonic el personaje jugable, obtiene una vida extra

- Anillo: A Sonic (o Tails) le suman 10 anillos en su contador.

- En gris (cara trasera del panel): Tiene que girar otra vez el panel el protagonista.

Monitores de vídeo Presentes en casi todos los actos. Hay diversos tipos de monitores de vídeo, que se distinguen por la imagen que aparecen en el recuadro negro que incorpora. Para poder aprovechar las funciones de cada uno, Sonic (o Tails) debe romperlos saltando encima de ellos. Son:
- Súper anillo (Súper ring): Se distingue porque tiene en el monitor la imagen de un anillo. Al destruirlo, el protagonista obtiene 10 anillos (o rings) consecutivos, que suben al marcador respectivo.

- Potencia extra: Distinguido por la imagen de un zapato. Al destruir el monitor, Sonic (o Tails) es capaz de correr a una velocidad supersónica durante un breve período.

- Vida Extra: Caracterizado por tener en el monitor una imagen de la faz del personaje jugable. Al romper este monitor, el contador de vidas aumenta en 1 unidad.

- Zapato volador: Caracterizado por tener la imagen de un zapato con una especie de mini cohete por detrás. Al romperlo, el personaje jugable puede surcar con estos zapatos por el cielo del escenario a sus anchas durante un breve período. Solo le aparece a Sonic.

- Tiempo: Caracterizado por tener la imagen de un reloj. Solo aparece en las zonas para optar a Esmeraldas del Caos. Sonic, al romper este monitor, para el cronómetro durante unos 10 segundos.

- Invencible: Caracterizado por tener en el monitor la imagen de numerosas estrellas. Al romper el monitor, el personaje jugable obtiene, durante 15 segundos, un escudo conformado por estrellas que lo circundan y los ataques de los badniks no afectarán al protagonista, aunque no le protege de todos los obstáculos (por ejemplo: una caída al vacío, aplastamiento o ahogamiento). Mientras son invencibles, Sonic y Tails pueden destruir a los Badniks tocándolos simplemente (ya no es necesario usar el salto o el Spin Dash).

Esmeralda del Caos: Joyas de forma octogonal, de diversos colores, escondidas en las fases especiales. Coleccionarlas es necesario para desbloquear el final auténtico.

## Fases

### Turquoise Hill Zone
- Nombre en español: Zona de la Colina Turquesa

Típica zona oceánica y tropical clásica de todos los juegos de Sonic. Caracterizada por los bloques de color naranja, y por tener un ambiente frondoso. Presenta numerosas florecillas rojas y palmeras a las que subirse, ya que en su vegetación hay muelles. Tiene de fondo un cielo azul con algunas nubes y un gran océano al fondo con alguna isla dispersa en el horizonte. Tiene numerosos loopings y plataformas rotativas. Esta fase es la más asequible del juego, con un gran número de anillos. Los badniks de esta zona son bastante inofensivos: una abeja que se para al ver al protagonista para luego seguir con su recorrido y un escarabajo naranja con un muelle en su espalda. El jefe final de fase es una versión de este último badnik, pero de un tamaño gigantesco.

### Gigapolis Zone
- Nombre en español: Zona Gigapolis

Zona ambientada de noche, con un fondo de luces de diversos colores de los edificios que se ven al fondo, aunque también, cuanto más se adentra en la zona, el fondo se convierte en bloques azules oscuros. Caracterizado por suelo con bloques de diversos tamaños de color azul claro. También hay unas gigantescas tuberías por las cuales avanzar libremente y plataformas que hacen ver al protagonista en vista isométrica. Los badniks de esta zona son un escarabajo azul que tiene un tubo en el cuerno, y la abeja que se pudo ver en la zona anterior. El jefe final de fase de esta zona es un gusano gigante mecanizado formado por 3 (5 en Master System) bolas y la cabeza (su única parte vulnerable). Éste lanza las 3 (5 en Master System) bolas (Rodeada de Pinchos) al protagonista, y las recupera después, formándose un nuevo gusano.

### Sleeping Egg Zone
- Nombre en español: Zona del Huevo Durmiente

Zona ambientada en una edificación en Ruinas de lo que parece ser una antigua Base de Robotnik, ya en desuso, en medio de un gran descampado verde, formada por cuadros grises con diversas ilustraciones, formas y tamaños. Algunos bloques tienen la figura de Robotnik, indicando que Sonic se halla en territorio de su propiedad. La principal característica de esta zona es que la mayoría de estos bloques se pueden romper, gracias en parte a los numerosos muelles que hay. En el fondo se vislumbra un cielo azul, aunque mientras que uno se adentra en la zona, puede aparecer rejillas negras. Los badniks aquí son una especie de triángulo amarillo con ruedas que salta, y un robot azul que tiene como soporte un muelle, lo que le ocasiona que se desplace saltando. El jefe final de fase es una versión de este último, pero de distinta forma: es una gran bola mecanizada de color gris con una forma que puede recordar a la del Doctor Robotnik, que salta sin parar, tratando de aplastar a Sonic. También está provisto de una ametralladora con la cual ataca. En diversos momentos, puede dar un gran salto (Desapareciendo de la pantalla) para caer sobre la Posición de Sonic o Tails.

### Mecha Green Hill Zone
- Nombre en español: Zona de la Colina Verde Mecanizada

Se trata de la conocida Zona de Green Hill, pero esta vez tomada y remodelada por el Dr. Robotnik, mecanizándola por completo. Compuesta por bloques grises atornillados, presenta también vegetación, pero no es natural, sino artificial (Las palmeras tienen el tronco de metal, y los cocos que presentan algunas de ellas, son en realidad Explosivos arrojadizos). También en algunas partes del escenario existen lagos con petróleo (Lo que antes era agua pura), sobre los que Sonic o Tails pueden andar gracias a la viscosidad que presentan, aunque se van hundiendo poco a poco. El fondo que presenta esta fase es de color anaranjado (Verde en la versión de Master System), con alguna nubecilla, y alguna que otra Tubería Robótica. Los Protagonistas también se adentran en el interior de la zona, la cual es todo luminosos mecánicos. Hay también numerosas plataformas con forma de tirabuzon, horizontal y verticalmente y varias pasarelas de vista isométrica. Los badniks de esta zona son la abeja que al ver al protagonista se queda quieta por un instante y un escarabajo azul con un muelle en su cabeza. El jefe final de fase es un gran badnik que está agarrado a una palmera, con un gran caparazón que puede expulsar tres bolas de fuego o una gran llamarada-laser azulada. En la versión de Master System, el Jefe final de fase está custodiado por un pozo vacío.

### Aqua Planet Zone
- Nombre en español: Zona del Planeta Aqua

Esta se ambienta en una zona totalmente distinta a Mobius, como si de otro planeta se tratara. Es un entorno totalmente sinuoso y subacuático. Presenta como suelo unos característicos bloques marrones que tienen como dibujo una especie de rombo, y también hay tuberías en el mismo, pero cumplen una función simplemente estética. El fondo es de color morado, con alguna que otra formación montañosa de color magenta, aunque, este fondo cambia por uno de pequeños ladrillos marrones en las partes bajas del área. En la parte más alta de la zona se pueden observar nubes en movimiento de color verdoso, denotando que se trata de una zona extraterrestre. También hay partes sumergidas, donde hay compuertas que desembocan en Tubos con agua a presión y numerosas flechas punzantes. El único badnik que aparece en esta fase son una especie de mini-polluelos mecánicos saltarines de color gris. El jefe final de fase se divide en 3 fases: En la primera, aparecen varios mini-polluelos saltarines, al destruirlos, entra una un gran Robot Esférico, llamado Bomba H, de color gris que rebota continuamente y que se apoya gracias a unos muelles, tirando cada vez que salta tres bolas de fuego. Al ser destruido, se parte por la mitad y empieza a lanzar misiles desde el aire hasta que Sonic (o Tails) acabe con él definitivamente.

### Electric Egg Zone
- Nombre en español: Zona del Huevo Eléctrico

La Base de Operaciones de Robotnik en Sonic Chaos. La última fase del juego presenta una zona muy Tecnológica y avanzada, con ambientación moderna y futurista. El suelo es de color azul, que contiene numerosas rejillas, y tiene numerosos obstáculos, como plataformas que de ser pisadas, activan un rayo láser hacia el suelo. El fondo es de color negro con diversos engranajes circuitales tecnológicos que cambian de color. Esta es la única zona de juego que presenta railes, por el que el protagonista puede ir montado en un carro azul. Aquí, hay infinidad de tubos interconexionados entre sí por los que se puede ir rodando. Como badniks, está la abeja que al ver al personaje jugable se queda quieta, y una especie de minibomba negra que, al tener cerca a Sonic o Tails, explota en 4 bolas rojas, dos a cada lado. El jefe final de fase es el mismo Doctor Robotnik, que está montado en un Robot que está apoyado en dos patas biónicas. Lanza bolas naranjas de frente y un disparo láser amarillo que rebota por el escenario. También puede saltar a placer. Al destruirlo, Robotnik se va a una nave, donde intenta embestir al protagonista apareciendo y desapareciendo de la pantalla. Este último es invulnerable y matara a Sonic o Tails de un golpe si impacta contra ellos, a menos que reciba un impacto en la parte superior.

## Fases especiales
Para acceder a las fases especiales (conocidas en el juego por el nombre de Special Stage), tiene que reunir 100 anillos en un acto cualquiera, y haber escogido como personaje jugable a Sonic. Si cumple estos requisitos, el jugador accederá a una Special Stage. Hay 5:
- En la primera, Sonic aparece en el cielo, encima del monitor "Zapato volador". Tiene que romperlo para ir en busca de la Esmeralda del Caos surcando el cielo azul lleno de anillos normales y Super Anillos con un desarrollo horizontal. Todo ello en 1 minuto de tiempo.

- En la segunda, Sonic tiene que subir en un minuto donde está la Esmeralda del Caos. Gracias a una serie de plataformas marrones, con un dibujo que puede recordar a una esmeralda, subido en muelles dispersos por el Área. Todo ello en 1 minuto de tiempo. Hay diversos monitores con un cronómetro en su interior que detienen el tiempo por unos segundos.

- La tercera, se basa en una zona de tubos, que conforman un laberinto enigmático en el que Sonic tiene que buscar la Esmeralda del Caos. Todo ello en 1 minuto de tiempo. En Esta zona hay monitores de Invencibilidad que tratan de despistar a Sonic.

- La cuarta, es una vasta zona de plataformas verdes con el suelo lleno de bloques marrones, que pueden recordar a una esmeralda. Sonic debe avanzar en horizontal, pero numerosos obstáculos le detienen, como muelles en dirección opuesta, grandes altitudes de plataformas, suelo frágil y destructible y precipicios varios. Tiene 1 minuto para encontrar la Esmeralda del Caos que solo se puede alcanzar si al final del nivel se obtiene un monitor con Zapatillas Voladoras. Es una Special Stage que generalmente es de bastante dificultad.

- La quinta se basa en una zona de Tubos, que conforman otro laberinto de una gran dificultad, en el que Sonic tiene que buscar la Esmeralda del Caos en un minuto de tiempo. Hay diversos monitores con un cronómetro en su interior que detienen el tiempo por unos segundos. La esmeralda está custodiada por un muelle en dirección opuesta que Sonic debe esquivar si no quiere retroceder sobre sus pasos, perdiendo valioso tiempo.

Después de conseguir las 5 Esmeralda del Caos, Sonic al conseguir 100 anillos, se le sustituyen estos anillos por una vida, que se suben a su contador, al igual que Tails. Tener las cinco esmeraldas también permite que Robotnik entregue la esmeralda roja al derrotarle en el acto final, desbloqueando así el final bueno.

## Diferencias entre ambas versiones
La Game Gear presenta una resolución más baja que la versión de Master System, aunque la paleta de colores de la portátil es más amplia en algunas zonas.
La visibilidad del escenario en la versión de Game Gear es menor que en Master System debido a su pequeña pantalla.
La pantalla de selección de personajes es diferente en ambas versiones, al igual que la pantalla de inicio. 
La música de la zona Gigalópolis es distinta entre ambas versiones, aunque las demás son iguales.
Al no caber la palabra "Gigalopolis" en la pantalla de Game Gear, se acortó el nombre de esta zona a "Gigapolis".
La presentación de cada zona es distinta en ambas versiones y también cuando Sonic gana y muestra la puntuación.

## Relanzamiento
La versión de game gear de Sonic Chaos se incluyó como un extra oculto en el videojuego Sonic Adventure DX para GameCube y PC. Para desbloquearlo, hay que reunir 60 emblemas.
La versión de game gear también se incluyó en el recopilatorio Sonic Mega Collection Plus lanzado para PlayStation 2 y Xbox y en el 2006 para PC, aunque en este caso, está disponible desde un principio.
Pero la versión de Master System se lanzó en la consola virtual de Wii.